# Juhász Zoltán (gépészmérnök)
Juhász Zoltán, később: Gustavo Miguel Andujar (Miskolc, 1891. február 19. – Cali, Kolumbia, 1976) gépészmérnök, kormányfőtanácsos, a Gamma Gyár tulajdonosa.

## Életpályája
Édesapja, Juhász Andor (1864–1941) bíró volt, többek között a Budapesti Királyi Ítélőtábla (1915–1925), majd pedig a Kúria elnöke (1925–1934). Édesanyja egy kassai gépgyáros leánya, Fleischer Etelka. Középiskolai tanulmányait Budapesten, a Toldy Ferenc Gimnáziumba járt. Egyetemre Drezdában, majd Breslauban (ma Wroclaw) járt.  Az első világháborúban testvérével, Istvánnal az olasz frontra, majd pedig olasz hadifogságba kerültek.
1919. szeptember 2-án Budapesten nőül vette Gecső Anna Máriát, Gecső Ignác és Czink Alojzia lányát, akitől két gyermeke született: Andor és Lujza.
1921-ben Zoltán és testvére, István szüleik pénzügyi támogatásával átvették az éppen csődbe ment GAMMA Műszaki Rt.-t. Ebből épül fel a későbbi kelenföldi Gamma Művek. Zoltán elsősorban az üzleti ügyekkel foglalkozott, míg testvére, István a műszaki kérdésekkel. A gyárnak sok találmánya és gyártmánya közül is kiemelkedik az ún. Gamma-Juhász rendszerű lőelemképző, amit 1932-ben mutattak be nemzetközi hadiipari kiállításokon, és ami az akkori fokozódó háborús hangulatban komoly figyelmet és nemzetközi sikert hozott a cégnek. A termelés annyira felfutott, hogy 1939-ben az ország ipari exportjának már 10%-át a Gamma Művek adta, de az igazi üzletet a Magyar Királyi Honvédség újrafegyverzése jelentette.
Juhász Zoltán maga is szenvedélyes repülő lett. 1937-ben költöztek be nejével a XI. kerületi Szent Imre herceg útja 75. szám alatti modernista, ún. Juhász-villába, melynek ólomüveg ablakán a repülőgép-motívum ma is látható.
A háború folyamán egyre több volt a vita a két testvér között, melynek eredményeként 1943-ban szétváltak. Juhász Zoltán az albertfalvai papírgyár területén Magyar Finommechanikai Rt. néven egy új üzemet alapított, míg a Gamma Műveket Juhász István irányította tovább.
Az orosz front megérkezése Juhász Zoltánt és családját az ország elhagyására ösztönözte. Ausztrián keresztül Svájca menekültek. Ott úgy döntöttek, hogy Dél-Amerikába emigrálnak. Svájci ismerőseik unszolására elhatározták, hogy Kolumbiában egy svájci flexibilis vízvezetékcső-rendszer gyártási licencével fognak foglalkozni. 1946-ban Párizs, Casablanca és Dakar érintésével utaztak Kolumbiába, és Medellínben telepedtek le.
Itt a család úgy döntött, hogy egyik spanyol származású felmenőjük után felveszik az Andujar nevet, a könnyebb beilleszkedés érdekében. Így lett Juhász Zoltánból Gustavo Miguel Andujar és fiából, Juhász Andorból Andrés Andujar.
Juhászék 1946–62 között Medellínben, majd 1963-1993 között Caliban éltek. Juhász Zoltán 1976-ban halt meg, Caliban van eltemetve feleségével, aki 1989-ben halt meg.